# Nancy Magdy
Nancy Magdy (tiếng Ả Rập: نانسي مجدى), là một thí sinh của cuộc thi sắc đẹp của Ai Cập, được trao vương miện Hoa hậu Ai Cập 2014 cho cô quyền đại diện cho Ai Cập tham gia cuộc thi Hoa hậu Trái Đất 2014 vào tháng 11. Nancy giành chiến thắng cùng với Lara Debbana - Hoa hậu Hoàn vũ Ai Cập 2014 và Amina Ashraf cho danh hiệu Hoa hậu Thế giới Ai Cập 2014. Cô được trao vương miện bởi người chiến thắng Hoa hậu Trái Đất tiền nhiệm, Alyz Henrich.
Nancy là người chiến thắng đầu tiên cho Hoa hậu Trái Đất từ Ai Cập sau khi đất nước này bốn năm vắng bóng thí sinh tham gia cuộc thi.

## Các cuộc thi nhan sắc

### Hoa hậu Ai Cập 2014
Với cương vị là Hoa hậu Trái Đất 2013, Alyz Henrich đến Ai Cập để trở thành khách mời đặc biệt của Hội nghị Thanh niên về Môi trường và Đa dạng sinh học của Liên hợp quốc ở Hurghada, Ai Cập vào ngày 7 đến 11 tháng 3, Ai Cập (LTCP) mua lại nhượng quyền thương mại cho Ai Cập từ Hoa hậu Trái Đất. LTCP hợp tác với Cơ quan Bộ mặt Người mẫu để chọn người chiến thắng tham gia Hoa hậu Hoàn vũ và Hoa hậu Thế giới. Nancy tham gia cuộc thi qua các buổi thử.
Vì có sự hợp tác giữa hai tổ chức, một phần của cuộc thi trước đây là các hoạt động môi trường do LTCP dẫn đầu cùng với Học viện Khoa học và Công nghệ Ả Rập, trong số những người khác, mà Alyz và Tereza đã tham gia.
Vào cuối đêm đăng quang, Nancy đã được trao vương miện Hoa hậu Ai Cập vào năm 2014. Cô được đưa vào trong năm thí sinh lọt vào vòng chung kết. Á hậu là Heba Hesham và Shaymaa Mohamed. Cũng được mời trong sự kiện này là Hoa hậu Trái Đất 2012 Tereza Fajksová và Phó chủ tịch Đối ngoại của Tập đoàn Carousel Productions, bà Peachy Veneracion cùng với những người khác.
Một phần của hoạt động đăng quang cuộc thi Hoa hậu Ai Cập 2014 là kỷ niệm 10 năm thành lập LTCP, nơi Nancy, cùng với những người chiến thắng khác, đã tham dự.

## Hoa hậu Trái Đất 2014
Bằng cách chiến thắng Hoa hậu Ai Cập Trái Đất, Nancy đi đến Philippines vào tháng 11 để cạnh tranh với 84 ứng cử viên khác để trở thành người kế nhiệm của Alyz Henrich với tư cách Hoa hậu Trái Đất và cô đã lọt vào Top 16.